# Bundesautobahn 65
De Bundesautobahn 65 (kortweg A65), ook wel Pfalzer Autobahn genoemd, is een Duitse autosnelweg in de deelstaat Rijnland-Palts die van Ludwigshafen am Rhein via Neustadt an der Weinstraße en Landau in der Pfalz naar het Wörther Kreuz bij Karlsruhe loopt. Vanaf hier loopt de weg verder onder het nummer B10 als zuidelijke rondweg van Karlsruhe en sluit uiteindelijk aan op de A5 ter hoogte van de aansluiting Karlsruhe-Mitte. Onderwerp van discussie is hoe een verbeterde aansluiting op het Franse snelwegennet bij Lauterbourg geboden kan worden, daar er tussen Kandel en de Franse grens een beschermd natuurgebied ligt.
De A65 was meer dan 20 jaar bekend onder het nummer A652. Het laatste gedeelte van de A65 dat geopend was het wegvak Neustadt - Landau. Dit werd in de jaren 90 geopend.

## Bundesautobahn 652
De Bundesautobahn 652 was gepland over hetzelfde traject als de huidige A65, daarnaast was een verlenging voorzien tot Walzbachtal. Deze verbinding wordt vanaf het Wörther Kreuz gevormd door de B10 en B293.